# Бои за Гостомель
Бои за Гостомель в Киевской области, включая сражение за аэропорт Антонов, расположенный в его черте, стали первым значимым сражением в ходе вторжения России на Украину. Бои за аэропорт и посёлок начались утром 24 февраля 2022 года, в начале марта Гостомель оказался в оккупации, а в первых числах апреля был освобождён в ходе контрнаступления ВСУ.
Контроль над аэропортом был критически важен для российского блицкрига на киевском направлении. Элитные подразделения ВДВ должны были захватить его и удерживать до прибытия военно-транспортных самолётов. Однако украинским силам удалось разрушить ВПП в ходе контратаки, сделав высадку нового десанта невозможной. В начале марта после боёв Гостомель был захвачен, однако столкновения продолжались на окраинах и в окрестностях посёлка.
За сопротивление, сыгравшее решающую роль в обороне Киева, Владимир Зеленский присвоил Гостомелю звание города-героя Украины.

## Хронология

### Бои за аэропорт
Гостомель, посёлок городского типа в 25 км от Киева, стал местом первого крупного сражения в ходе российского вторжения в Украину. Значимость Гостомеля определял расположенный в его черте аэропорт Антонов — грузовой терминал, подходящий для посадки военно-транспортных самолётов. Контроль над аэропортом позволил бы России быстро перекинуть к Киеву новые силы, а также обеспечить снабжение наземной группировки, которая двигалась со стороны Беларуси. Это сделало бои за Антонов одним из важнейших сражений в ходе обороны украинской столицы.
На момент вторжения Антонов обороняли около 200 служащих 4-й БрОпН — современного подразделения, созданного по стандартам НАТО. Однако основные силы были накануне отправлены на ротацию в Луганскую область, и в в/ч 3018, расположенной возле аэродрома, остались только новобранцы и административный персонал. В их распоряжении было стрелковое оружие, советские ПЗРК «Игла», ЗУ-23-2 и пара 122-мм гаубиц. 
Приказ о подготовке к нападению нацгвардейцы получили в 5:30 утра. Около 6—7 часов по территории части был нранесён ракетный удар, но никто не пострадал. Первая волна российского десанта достигла Антонова к 11 утра. В атаке были задействованы 10 ударных вертолётов Ка-52 и около 20 Ми-17, которые высадили около 200—300 десантников из 31 одшбр и 45-й орп ВДВ. Нацгвардейцам удалось сбить 6 или 7 вертолётов и дать бой десанту, но после исчерпания боезапаса украинцы отступили. В районе 13 часов российские военные установили контроль над аэропортом. К этому времени туда вылетели 18 военно-транспортных Ил-76 с примерно 1000 человек десанта.
В украинской контратаке приняли участие переброшенные в Гостомель силы 72-й омехбр, Грузинского легиона, 80-й ОДШБр, 95-й ОДШБр, 3-го оп СпП и тероборона. После 17:30 украинским военным при поддержке авиации и артиллерии удалось сильно повредить взлётно-посадочную полосу, сделав её непригодной для посадки Ил-76. Самолёты, летевшие в Гостомель, были вынуждены развернуться и приземлиться в Гомеле.
Бои за Антонов продолжались более полутора суток. К ночи 25 февраля российских десантников, зажатых в аэропорту, разблокировало подкрепление со стороны Ворзеля. Украинские силы отступили, но продолжали наносить артиллерийские удары и проводить засады на российские колонны. В частности, силы ССО и СБУ 26 февраля перехватили и уничтожили 141-го специального моторизированного полка.
За три дня боёв за аэродром потери России убитыми составили по меньшей мере 125 десантников.

### Бои в Гостомеле
Спустя несколько дней, боевые действия перекинулись в жилые районы Гостомеля. Эпицентром противостояния стало пересечение Свято-Покровской улицы и Бучанского шоссе возле стеклозавода «Ветропак», который удерживали ВСУ. В ходе организованного сопротивления украинцам удалось уничтожить колонну российских танков и нанести противнику большие потери в живой силе. Сообщалось об уничтожении частей «кадыровцев», которые якобы готовили покушение на Владимира Зеленского. Был убит российский генерал-майор Андрей Суховецкий. ГУР МО Украины сообщила, что ССО Украины вместе с теробороной смогли уничтожить колонну из 20 российских БМД.
Пик сопротивления пришёлся на 5 марта, после чего украинские силы отступили из центра Гостомеля, но продолжали бои на окраинах посёлка. Украинская сторона утверждала, что российские войска понесли большие потери: сотни бойцов элитных подразделений, десятки единиц техники. Наибольшие единовременные потери — по меньшей мере 27 солдат и офицеров — российская сторона понесла 6 марта. В то же время продолжались бои на окраинах посёлка.
В 20-х числах марта 2022 года ВСУ в ходе контрнаступления окружили российские силы в Гостомеле и прорвали часть укреплений. К 1 апреля ВС РФ отступили из посёлка, а 2 апреля — покинули Киевскую область.

## Оккупация
Первым оккупированным районом Гостомеля стал «военный городок», примыкающий к аэропорту. Старая военная часть была давно расформирована, и там, главным образом, проживали пожилые люди и семьи. После начала боёв они были вынуждены скрываться в подвалах. После прихода российских военных район оказался в изоляции: те установили блокпосты и ограничивали передвижение гражданских. В разное время в военном городке дислоцировались кадыровцы и подразделения ВДВ. В посёлке действовал комендантский час, жителей заставляли носить на рукавах белые повязки. Местные утверждали, что всех, кто показался российским военным подозрительным, задерживали и подвергали насилию.
С первых дней боёв в Гостомеле пропали газ и электричество, что для частного сектора означало отсутствие воды и отопления. Генераторы работали только на стекольном заводе, где рабочие поддерживали температуру в печах, чтобы стекло не застыло. Около 150 гражданских прятались в бомбоубежище на территориии предприятия. В жилых районах мирным жителям приходилось просить у российских военных разрешения, чтобы выйти на улицу и приготовить еду на буржуйках. Местная амбулатория не работала, а гуманитарная помощь в Гостомель не поступала, и волонтёры организовали доставку лекарств и медицинский пункт, где могли оказать несложную помощь.
По словам местных жителей, во время оккупации в Гостомеле сформировалось небольшое подполье, участники которого собирали информацию о дислокации российских военных и передавали её ВСУ. По меньшей мере один из подпольщиков был взят в плен. Утверждалось, что его вывезли в Бучу, где расстреляли .

## Эвакуация
Пока это было возможно, местные жители старались выехать из Гостомеля в другие населённые пункты Киевской области, например, Ирпень. Машины на выезде из посёлка часто попадали под целенаправленные обстрелы, которые российские военные вели с позиций возле дорог. С аналогичной проблемой столкнулась организованная эвакуация, которая началась в середине марта 2022 года.

## Разрушения
В ходе боёв и оккупации в Гостомеле пострадали более 4,5 тысяч домов из 11,9, около 500 были разрушены до основания. Сильнее всего пострадал частный сектор, где разрушения затронули до половины построек. Были повреждены инфраструктурные объекты, школы, медучреждения, промышленные предприятия, склады. Ущерб посёлку оценивался в 9,5 млрд гривен. Ряд многоквартирных домов в Гостомеле были включены в программу «Восстановление Украины», финансирование которой организовано через краудфандинговую платформу United24.

## В культуре
В апреле 2024 года в национальном музее истории Украины во Второй Мировой войне открылась выставка «Украина. Распятие», в рамках которой было в деталях восстановлено пространство подвала в военном городке Гостомеля, где на протяжении месяца под надзором российских военных находились местные жители. Частью экспозиции стали реди-мейд объекты, оставленные российскими военными — военные билеты, паспорта, дневники и пр.

## Преступления
После освобождения Гостомеля были задокументированы многочисленные случаи насилия над гражданскими, которые включали стрельбу по машинам, убийства, внесудебные казни, похищения, мародёрство и т.д.
Как выяснили следователи, 25 февраля 2022 года отряд особого назначения Росгвардии из Красноярского края с позиции на обочине автотрассы М07 (куда они отступили после столкновения с ВСУ) обстреливали проезжающие гражданские автомобили из стрелкового оружия, миномётов и автопушки БТР. Пострадало 12 машин, 11 человек погибли, 15 получили ранения. На расстрелянных машинах были зафиксированы более 100 отверстий от попаданий. Установить детали и личности участников преступления помогли записи с камер видеонаблюдения, оставленные документы и снаряжение — полицейские шлемы, щиты, дубинки, обмундирование. Одним из пострадавших оказался гражданин Германии, что стало основанием для возбуждения немецкого уголовного производства — первого по факту совершения военных преступлений в Украине.
Во время оккупации аэропорта Антонов росгвардейцы из отряда особого назначения «Ратибор» удерживали в заключении около 100 человек. Пленных поместили в неработающие морозильные камеры площадью 6—15 м² без вентиляции, туалета и света. Некоторых пленников российские военные пытали током, удушением, имитацией казни.
Во время оккупации российские военные совершали внесудебные казни (были найдены тела со связанными за спиной руками и следами издевательств), занимались мародёрством, открывали стрельбу по людям. Только в одном из гаражей в Гостомеле были обнаружены тела 11 расстрелянных. К 20 апреля 2022 года в городе было найдено около 68 стихийных захоронений. 
Среди погибших во время оккупации — мэр Гостомеля Юрий Прилипко. Машину, в которой он находился, сперва обстеляли на дороге (где один из пассажиров получил ранение), а затем возле амбулатории в ЖК «Покровский», который заняли российские военные. Погибли мэр, ранее раненый пассажир и человек, который попытался помочь вынести раненого из-под обстрела. Украинские источники утверждали, что после убийства тело мэра было заминировано, и перед его передачей священнику российскому солдату пришлось снять взрывное устройство.
На начало апреля 2022 года в официальном списке пропавших без вести было более 400 человек. Около 50 жителей Гостомеля были насильно вывезены в Беларусь, о чём сообщали российские СМИ. По информации местных жителей, их поселили в санатории «Ченки» под Гомелем, и в дальнейшем многие их похищенных смогли выехать в Европу. 